# Bivacco Rigatti

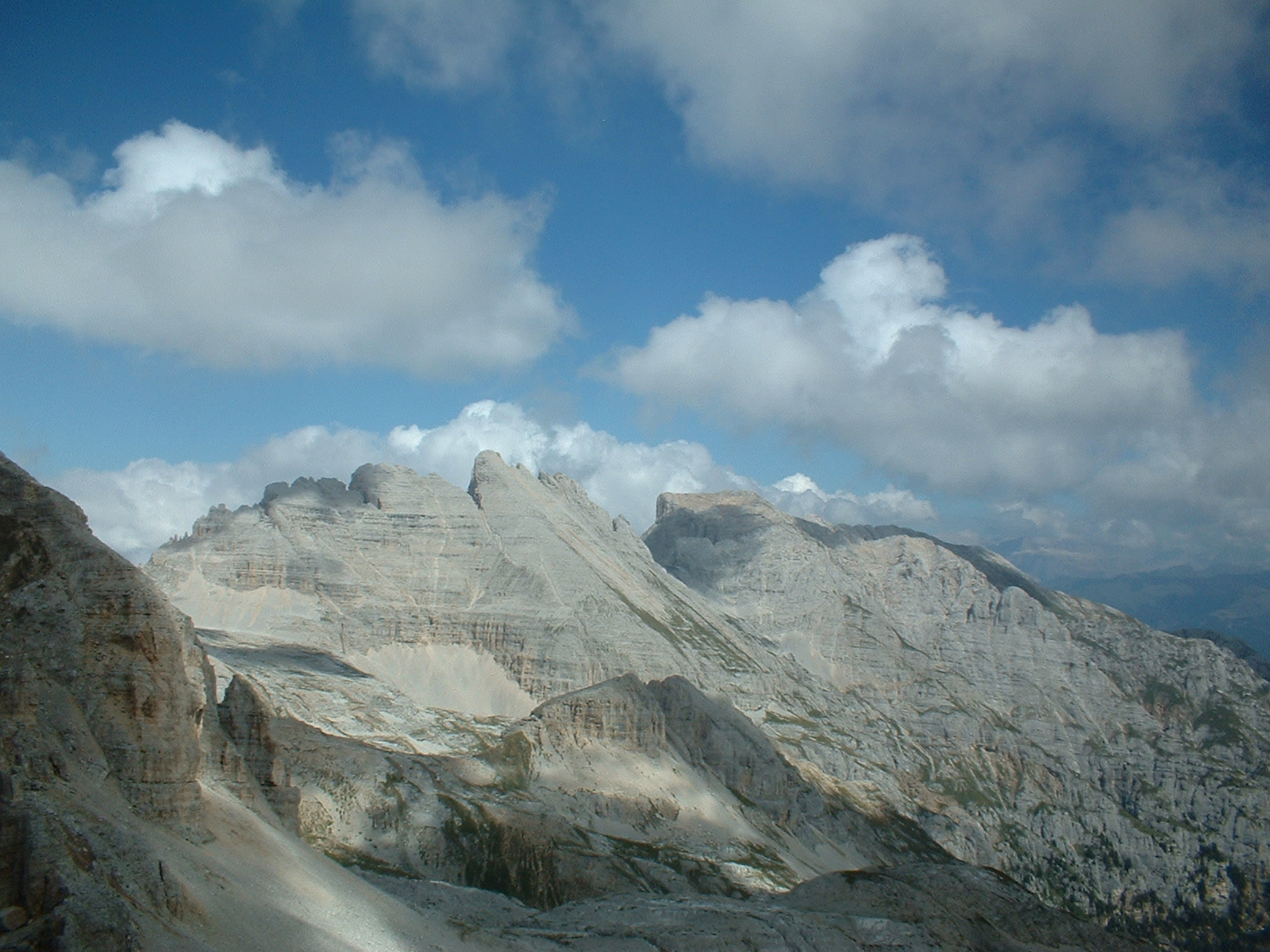
Le Torri del Latemar

Il bivacco Mario Rigatti (2.650 m) si trova nella Forcella Grande, tra lo Schenòn (Östliche Latemarspitze) e la Torre Christomannos, nel massiccio del Latemar.
Fu costruito nel 1972 dalla sezione S.A.T. di Rovereto, ed è intitolato a Mario Rigatti, pilota della seconda guerra mondiale e presidente della Sezione SAT di Rovereto. Dispone di 9 posti letto. Nelle vicinanze non è presente una sorgente.

## Vie di accesso
Al bivacco si accede:
- dal Bivacco Sieff (2.365 m) per la Forcella dei campanili (2.600 m) - segnavia 516a e 516 (ore 1,30)
- dal Rifugio Torre di Pisa (2.671 m) per la Forcella dei campanili (2.600 m) - segnavia 516 (ore 2,00)
- dal passo Costalunga (1.753 m) per una mulattiera - segnavia 517 e 18 (ore 4,00)

## Traversate
- alla Forcella dei Campanili (m. 2600) e quindi al bivacco Sieff per la via Ferrata delle Torri del Latemar e poi segnavia 516a (ore 2,30). Percorso da fare con prudenza in quanto sentiero alpinistico - Escursionisti Esperti

## Ascensioni
- Cimon del Latemar o Torre Diamantidi (Diamantiditurm o Westliche Latemarspitze) - 2.846 m
- Torri Occidentali del Latemar (Westliche Türme) - 2.814 m
- Torre Christomannos - 2.800 m
- Schenòn (Östliche Latemarspitze) - 2.791 m